# 태몽
태몽(胎夢)은 뱃속에 아이를 둔 산모가 출산에 즈음하여 꾸는 꿈 또는 임신을 전후하여 태어날 아이에 대한 내용이 담긴 그 가족이 꾸는 꿈을 가리킨다. 보통 태어날 아이의 용모, 성격, 장래 등과 연관된 내용을 암시하는 경우가 많으며, 역사서술에서 비범한 인물의 상징과 같이 등장한다.
태몽이란 아기가 잉태될 조짐을 알려주거나 그 아기의 운명을 예시하는 꿈이다. 태몽은 임신전후나 분만직전의 임산부가 주로 꾸는데 남편이나 시부모, 또는 친정부모 등도 꿀 수 있고, 간혹 형제자매들이 꾸는 경우도 있으며, 드물게는 친인척이 아닌 다른 사람이 꾸는 경우도 있다. 태몽의 의미는 아기를 언제쯤 잉태할 것이며, 그 아기의 성별은 무엇이고, 아기의 [성품, 수명, 재운, 관운] 등은 어떠할 것이며, 또한 장차 아기가 장성하여 사회국가적으로는 어떤 영향을 미치게 될 것인가 하는 등의 운명적 추세를 예지함에 있다. 그런데 태몽을 꾼 사람은 일생동안 그 아기로부터 어떤 형태로든 영향을 받게 되어 있다. 때문에 보통의 꿈은 잘 기억하지 못하는 사람도 이 태몽만큼은 강한 인상으로 기억에 오래 남아 쉽게 상기된다고 한다.
태몽을 꾸는 동기를 다음과 같이 크게 세 가지의 유형으로 분류할 수 있다.
1. 아기 낳기를 원하거나, 장차 출생할 아이의 성(性)이 무엇인가를 알고 싶어 하거나, 아기의 운명적 추이를 알고 싶어 하거나, 또는 그 아기가 장차 자기에게 어떤 영향을 줄 것인가를 궁금하게 생각할 경우.
2. 전혀 아기 낳기를 원하지 않았거나 잉태한 사실을 모르고 있었음에도 불구하고 우리의 잠재의식이 예감충동에 의하여 이것을 예지하는 경우.
3. 자기와는 직접적인 관련이 없는 타인의 경우라 하더라도 장차 출생할 아이의 잉태 여부와 그 운명적 추이에 대하여 관심을 갖고 있는 경우.

태아 표상과 관련하여 길조(吉兆)를 나타내는 표현들
1. 그 형체가 뚜렷하고 온전하다.
2. 완전히 소유하거나 끝까지 지켜본다.
3. 가까이서 보거나 몸에 접촉한다.
4. 무서워서 도망가지 않는다.
5. 파손하거나 상해하지 않는다.
6. 잃어버리거나 떼어버리지 않는다.
7. 시야에서 사라지지 않는다.
8. 남에게 주지 않는다.
9. 만족하거나 행복한 감정을 느낀다.
10. 신비롭거나 경이로운 것으로 묘사된다.
11. 통쾌하거나 기분 좋은 결말을 갖는다.
12. 어떤 소원이 충족된 것으로 묘사된다.

## 참고 문헌
- 한건덕의 [꿈과 잠재의식]

## 같이 보기
- 태교